# 1268 dans les croisades
- Mamelouks :     Az-Zâhir Rukn ad-Dîn Baybars al-Bunduqdari

Cette page regroupe les évènements concernant les Croisades qui sont survenus en 1268 :
- 7 mars : prise de Jaffa par Baybars[1].
- 15 avril : prise de Beaufort par Baybars[2].
- 14 mai : prise d'Antioche par Baybars[3].
- juin : Édouard Ier, roi d'Angleterre, se croise[4].
- 29 octobre : mort de Conradin de Hohenstaufen, roi de Sicile et de Jérusalem, exécuté par Charles d'Anjou. Ses cousins Hugues III de Lusignan, roi de Chypre, et Marie d'Antioche revendiquent le trône, mais la Haute cour de Jérusalem tranche en faveur d'Hugues[4].